# 奧特 (蒙大拿州)
奧特（英語：Otter）是位於美國蒙大拿州保德河縣的非建制地區。

## 歷史
奧特的郵局自1895年營運至今。

## 地理
奧特所處的海拔為高於海平面1062米（即3484英呎），而該地所採用的時區為UTC-6，即北美山地時區（MST）。同時該地設有夏令時間，為UTC-7調快一小時，即UTC-6（MDT）。